# Eclissi solare del 30 settembre 1913
L'eclissi solare del 30 settembre 1913  è stato un evento astronomico che ha avuto luogo il suddetto giorno attorno alle ore 04:45 UTC. Tale evento ha avuto luogo nell'Africa sud-orientale e in parte dell'Antartide. L'eclissi del 30 settembre 1913 divenne la terza eclissi solare nel 1913 e la 30ª nel XX secolo. La precedente eclissi solare si verificò il 31 agosto 1913, la seguente il 25 febbraio 1914.

## Percorso e visibilità
Questa eclissi solare parziale era visibile in Africa sud orientale e in circa due terzi dell'Antartide vicino all'Oceano Indiano. In Africa l'eclissi è registrata il 30 settembre, mentre in Antartide dove non vi è un fuso orario definito, l'eclissi è registrata sia il 29 che il 30 settembre.  In alcune zone influenzate dal sole di mezzanotte l'eclissi è durata dalla tarda notte del 29 settembre alle prime ore del mattino del 30.

## Eclissi correlate

### Eclissi solari 1910 - 1913
Questa eclissi è un membro di una serie semestrale. Un'eclissi in una serie semestrale di eclissi solari si ripete approssimativamente ogni 177 giorni e 4 ore (un semestre) in nodi alternati dell'orbita della Luna.